# たけしのニッポン人白書
『たけしのニッポン人白書』（たけしのニッポンじんはくしょ）は、2012年2月25日にフジテレビ系列の『土曜プレミアム』枠で放送された教育特別番組・討論番組・教養番組であり、ビートたけしの冠番組である。2005年から2010年まで放送された『たけしの日本教育白書』の後継番組である。

## 出演者

### 司会
- ビートたけし
- 宮根誠司

いずれも、2010年の『たけしの新・教育白書～「学び」って楽しいぞSP』からの続投である。

### 進行
- 西山喜久恵（フジテレビアナウンサー）

### ゲスト
- 雨宮塔子
- ガダルカナル・タカ
- 手嶋龍一
- にしゃんた
- ニコラス・ペタス

### ナレーション
- 服部伴蔵門
- 永田亮子
- 松元真一郎（フジテレビアナウンサー）

## スタッフ
- プロジェクトリーダー：織田雅彦（フジテレビ）
- 構成：川島浩司、石井成和、堀田延、はしもとこうじ
- TD・SW：石田智男（フジテレビ）
- CAM：前田正道（フジテレビ）
- VE：末永丈士（フジテレビ）
- AUD：太田宗孝（フジテレビ）
- 照明：小林敦洋（フジテレビ）
- 技術協力：共同テレビ、スタジオヴェルト、サンフォニックス、FLT、東京チューブ、SPOT
- 美術制作：井上明裕（フジテレビ）
- デザイン：棈木陽次（フジテレビ）
- 美術進行：平山雄大
- 大道具：浅見大
- 大道具操作：小林秀二、大川原祐也
- アクリル装飾：児玉希生
- 装飾：菊地誠
- 電飾：中尾学
- 生花装飾：荒川直史
- 特殊装置：青木紀和
- マルチ：齋藤淳之介
- メイク：山田かつら
- CG：北岡誠、佐藤康夫、千代祥子、秦大志
- 編集：安井純治、高藤雅志
- MA：村松勝弘
- 音響効果：佐藤賢治、富岡隆晃
- 協力：鳥取大学生命機能研究支援センター、大阪人間科学大学、シュプリンガー・ジャパン、ドイツ「恵光」日本文化センター、毎日アート出版、土浦FC
- 編成：濱潤（フジテレビ）
- 広報：小出和人（フジテレビ）
- 広告宣伝：小林基予子（フジテレビ）
- 企画協力：オフィス北野
- リサーチ：高山信行／角田裕（フリード）
- TK：上野和美、菊地瑞穂
- FD：藤木伸一郎（フジテレビ）
- AD：柴田侑市朗、内井淳喜、花田英之、中飛陽介、江口幸史郎、和家有希
- ディレクター：上野潤也（ユーコム）、深見将史（スローハンド）、遠藤史朗（フジテレビ）、深川隆司、井ノ上龍登・長島翔・斉田泰伸（EAST E）、加藤伸一／上西浩之（EAST E）、近藤兵衛（関西テレビ）
- AP：熊田辰男（ラダック）
- プロデューサー：塩田千尋（フジテレビ）、松本彩夏（EAST E）
- 総合演出：西村陽次郎（フジテレビ）
- チーフプロデューサー：内ヶ崎秀行（フジテレビ）、角井英之（EAST E）
- 制作協力：EAST ENTERTAINMENT
- 制作：フジテレビ情報制作センター
- 制作著作：フジテレビ